# Robert Schultzberg
Robert Schultzberg est un musicien américano-suédois. Il était le premier batteur du groupe de musique rock Placebo.

## Biographie
Schultzberg rejoint le groupe quand il se forme en septembre 1994. Il est né à Genève, en Suisse le 3 janvier 1975. C'est avec Schultzberg que le groupe enregistre sa première maquette studio ('Nancy Boy', 'Bruise Pristine', '36 Degrees', 'Flesh Mechanic', 'Paycheck' et 'Teenage Angst') en avril 1995, celle-ci a attiré l'attention de leur futur manager Riverman et a généré beaucoup d'intérêts dans l'industrie de la musique. (Toutefois, la première véritable maquette du groupe a été enregistrée avec Steven Hewitt avant que le groupe ne soit rejoint par Schultzberg, et inclut une version antérieure de Paycheck et d'une autre chanson appelée 'Eyesight to the Blind', mais Hewitt s'était à ce moment-là engagé avec un autre groupe du nom de Breed).  
La période durant laquelle Schultzberg a fait partie du groupe a vu l'enregistrement du premier single 'Bruise Pristine' (Fierce Panda Records), de l'EP 'Come Home' incluant les chansons 'Drowning by Numbers' et 'Oxygen Thief' (Deceptive Records), le premier album 'Placebo' (Hut Recordings/Caroline US), et la version single de 'Nancy Boy' avec la face-B 'Slackerbitch'.  Il quitte le groupe en octobre 1996 en raison de relations très tendues avec Brian Molko.  
Depuis 1996, Schultzberg a travaillé comme batteur et a écrit sa propre musique.  En 2001 il forme le groupe Lomax avec le producteur Paul Epworth (chant/guitare) et Jon Meade (basse). Ils sortent un album A Symbol of Modern Living sous le label 93 Records (propriété de 93 Feet East club, Londres) en novembre 2003.  Il travaille actuellement sur de nouvelles compositions avec Jon Meade.